# Mr Hamburger
Mr Hamburger – polska sieć typu fast food, założona w 1990 roku w Chorzowie.
Od lipca 2012 roku siecią Mr Hamburger zarządzała nowo powołana spółka Mr Hamburger Sp. z o.o.
W lipcu 2016 bary Mr Hamburger działały w 15 miejscowościach w Polsce.
29 listopada 2022 spółka zgłosiła do sądu wniosek o upadłość.